# Maneater (Hall & Oates)
Maneater is een nummer van het Amerikaanse duo Hall & Oates. Het is de eerste single van hun elfde studioalbum H2O uit 1982. Op 12 oktober dat jaar werd het nummer in de VS, Canada en Europa op single uitgebracht. In november volgden Australië, Nieuw-Zeeland en Zuid-Afrika.

## Achtergrond
Volgens John Oates gaat het nummer over hebzucht en verborgen rijkdom. Aanvankelijk was "Maneater" een reggaenummer, geschreven door Oates. Daryl Hall vulde vervolgens aan: "Leuk liedje, mooie akkoorden, maar als we de groove veranderen. Dan wordt het pas echt interessant." De uiteindelijke versie van de plaat werd in veel landen een hit en wist in thuisland de VS de nummer 1-positie in de Billboard Hot 100 te veroveren. Ook in Canada en Spanje werd de nummer 1-positie bereikt. In Australië en Nieuw-Zeeland werd de 4e positie behaald, Zuid-Afrika de 2e, Zweden de 5e, Duitsland de 15e, Ierland de 8e en in het Verenigd Koninkrijk de 6e positie in de UK Singles Chart.
In Nederland was de plaat op maandag 25 oktober 1982 de 140e AVRO's Radio en TV-Tip op Hilversum 3 en werd een radiohit in de destijds drie landelijke hitlijsten op de nationale publieke popzender. De plaat bereikte de 18e positie in de Nationale Hitparade, de 17e in de Nederlandse Top 40 en piekte op een 15e positie in de TROS Top 50. In de Europese hitlijst op Hilversum 3, de TROS Europarade, werd géén notering behaald.
In België bereikte de plaat de  8e positie in de voorloper van de Vlaamse Ultratop 50 en de 23e pisitie in de  Vlaamse Radio 2 Top 30. In Wallonië werd géén notering behaald.
In de sinds december 1999 jaarlijks uitgezonden NPO Radio 2 Top 2000 van de Nederlandse publieke radiozender NPO Radio 2 stond de plaat uitsluitend van 2000 t/m 2004 en in 2020 in de lijst der lijsten genoteerd, met als hoogste notering een 1383e positie in 2001.

## Band
- Daryl Hall – lead- en achtergrondzang, keyboards, synthesizers
- John Oates – leadgitaar, achtergrondzang, drummachine
- G.E. Smith – slaggitaar, achtergrondzang
- Tom 'T-Bone' Wolk – basgitaar
- Mickey Curry – drums
- Charlie DeChant - saxofoon

## NPO Radio 2 Top 2000
| Nummer met noteringen in de NPO Radio 2 Top 2000 | '00  | '01  | '02  | '03  | '04  | '05-'19 | '20  | '21-'23 | '24  |
| ------------------------------------------------ | ---- | ---- | ---- | ---- | ---- | ------- | ---- | ------- | ---- |
| Maneater                                         | 1450 | 1383 | 1664 | 1785 | 1936 | -       | 1951 | -       | 1486 |

1. ↑  Een '-' betekent dat het nummer niet was genoteerd en een vetgedrukt getal geeft de hoogste notering aan.
2. ↑  2000 was het eerste jaar met een notering voor dit nummer.